# Neivamyrmex orthonotus
Neivamyrmex orthonotus é uma espécie de formiga do gênero Neivamyrmex.